# Kupferzell
Kupferzell è un comune tedesco di 5 733 abitanti, situato nel land del Baden-Württemberg.